# Среща с непозната (филм, 1959)
„Среща с непозната“ (на английски: Blind Date) е британска криминална мистерия от 1959 година на режисьора Джоузеф Лоузи с участието на Мишлин Прел. Филмът разказва за един полицейски инспектор, разследващ смъртта на жена и главния заподозрян е нейния любовник.

## Сюжет
Холандският художник Ян Ван Ройер (Харди Крюгер) бърза за среща с Жаклин Кусто (Мишлин Прел), елегантна и изтънчена французойка, по-възрастна от него. Преди да се познават, Жаклин се е свързала с него, за да започне да се обучава в изобразителното изкуство. Скоро след това отношенията им преминават от взаимоотношения между преподавател и студент до любовна афера. Когато пристига в апартамента, Ван Ройер се натъква на полицейския инспектор Морган (Стенли Бейкър), който го обвинява, че е убил Жаклин. Морган слуша със скептицизъм несвързаните оправдания на художника, когато той му разказва историята на връзката си с убитата жена. След като изслушва обясненията на Ван Ройер, Морган осъзнава, че мистерията около убийството се задълбочава. Нещата стават още по-сложни когато помощник-инспекторът Сър Брайън Люис (Робърт Флеминг) разкрива, че Жаклин не е била омъжена, но е била любовница на високопоставения дипломат Сър Хауард Фентън, чиято личност не бива да бъде замесвана в престъплението.

## В ролите
| Изпълнител     | Роля                |
| -------------- | ------------------- |
| Харди Крюгер   | Ян Ван Ройер        |
| Стенли Бейкър  | инспектор Морган    |
| Мишлин Прел    | Жаклин Кусто        |
| Джон Ван Ейсен | инспектор Уестоувър |
| Гордън Джексън | сержанта            |
| Робърт Флеминг | Сър Брайън Люис     |
| Джак Макгоуран | пощальона           |
| Редмънд Филипс | патолога            |
| Джордж Рубисек | полицая             |
| Лий Монтагю    | сержант Фароу       |

## Номинации
- Номинация за БАФТА за най-добър британски сценарий на Бен Барзман и Милард Лампъл от 1960 година.